# Арська дорога
А́рська або Во́тська доро́га (до 1552 року А́рська дару́га; тат. Арча юлы (Арча даругасы)) — військово-адміністративний та податковий округ Казанського ханства з центром у місті Арські.
Округ розташовувався на північному сході від міста Казань, межував на заході з Алатською дорогою, на північному сході — з В'ятською і Пермською землями, на сході — із Башкирією, на півдні — із Зюрейською дорогою. За Ландратським переписом 1716 року на території округа було 6 сотень, заселеними удмуртами. Пізніше кількість сотень зросла за рахунок їх поділу. Після розгрому Казанського ханства Арська дорога увійшла в склад Казанського повіту, з 1576 року стала управлятись воєводою.
Поділ на дороги і сотні був ліквідований в ході губернської реформи 1775 року, коли утворилась Казанська губернія. 1780 року Арська дорога була поділена на Арський повіт Казанської губернії та Єлабузький повіт В'ятської губернії.